# 93式空対艦誘導弾
93式空対艦誘導弾（きゅうさんしきくうたいかんゆうどうだん）は、日本が開発・配備した空対艦ミサイル（対艦誘導弾）別称はASM-2、1993年から航空自衛隊に配備されている。改良版(ASM-2/B)は誘導方式にGPSを用いているため、座標を入力すれば対地攻撃も行うことができる。

## 概要
日本は、その四周を海に囲まれている地勢から、防衛兵器としての対艦ミサイルの開発に熱心である。1980年代には増勢するソビエト太平洋艦隊の着上陸能力に対処するために80式空対艦誘導弾（ASM-1）を独自開発し実戦配備した。
ASM-2は、ASM-1を補完するために新たに開発された国産空対艦ミサイルである。ASM-1と異なり、終端誘導は赤外線イメージ誘導を用いている。
派生型であるASM-2(b)は誘導方式にGPS誘導を組み込んでいるため、対地攻撃も可能。しかし、ミサイルの射程が200キロにも満たないため、敵基地攻撃能力として使用するには少し難しいと思われる。
航空自衛隊では、誘導方式が異なる2種のミサイルを保有・運用することが対妨害性確保に有用と判断している。
なお、制式要綱上は本誘導弾の用途として、「93式空対艦誘導弾は，戦闘機に搭載し，主として侵攻する戦闘艦艇を攻撃し，その防空能力を無力化するために使用するものである。」としており、主に相手のエリア防空艦などを目標とし、艦隊の防空能力を排除することを重視していることが確認できる。

## 開発・運用
開発は防衛庁（現 防衛省）の技術研究本部と三菱重工業が中心となって行われた。1986年に部内研究が開始され、1988年より試作に入っている。ASM-1からのファミリー開発であり、88式地対艦誘導弾（SSM-1）開発の成果も取り入れられている。開発経費は約118億円。

対艦誘導弾の発達・開発系譜

開発の重点は、長射程化と敵の妨害への対処能力の強化、重要目標へ命中させるための目標選択アルゴリズムの強化である。ASM-1ではエンジンがロケットであったが、射程の延伸を図るために、ASM-2では、エンジンがSSM-1で実用化されたTJM2ターボジェットエンジンに変更された。空中発射方式のため、ロケットブースターは有さないが、カートリッジスタータが設けられている。飛翔の中間段階までは慣性誘導が行われるが、最終段階では赤外線画像イメージによる誘導が行われる。フレア判定などの対妨害能力も有する。
赤外線イメージ誘導は、気象条件の影響を受けやすいが、電波妨害の影響を受けないほか、ASM-2では艦の種別判別による目標選択が可能となっている。また、艦船形状判定より、ミサイル命中点を指定することができ、艦橋への直撃など、より撃破効率を高めることができる。ミサイルは発射後、シースキマー飛翔を行う。また、目標再捜索モードやBOL発射モード（方位のみの設定による発射）など、各種捜索モードも備えている。弾頭部もASM-1より改良され、遅延信管を用い、LOVA性に優れたPBX系炸薬に焼夷材を加えたものとなっている。
外形はASM-1とほぼ同様であり、魚雷型の胴体中央部に主翼となる小型の4枚のフィンがついており、胴体後部に4枚の操舵翼がある。これら翼部品には、電波吸収材を用いたステルス翼も用意されている。また、エンジンのジェット化により、下面に空気取り入れ口が追加されている。
搭載可能な機体はF-4EJ改およびF-2戦闘機であり、航空自衛隊では、F-2戦闘機を有する戦闘機部隊で運用している。F-4EJ改は2発、F-2はASM-2を4発搭載できる。F-1（2006年退役）にも2発搭載可能であったが、運用期間のほか、レーダー・FCSの問題によりASM-2の長射程を生かすことはできず、搭載事例は少なかった。
なお、中間誘導用にGPS誘導方式を追加して誘導精度を高めた改良型の93式空対艦誘導弾(B)（ASM-2B）の開発が2000年から2002年にかけて行われ、調達がなされている。

## 開発計画
技術開発項目名: 新空対艦ミサイル(XASM-2)
| 項目/年度   | 1984 | 1985 | 1986 | 1986 | 1987 | 1988 | 1989 | 1990 | 1991 | 1992 | 1993 |
| ----------- | ---- | ---- | ---- | ---- | ---- | ---- | ---- | ---- | ---- | ---- | ---- |
| 部内研究    | ■    | ■    | ■    | ■    | ■    |      |      |      |      |      |      |
| 試作(その1) |      |      |      |      |      | ■    | ■    | ■    |      |      |      |
| 試作(その2) |      |      |      |      |      |      | ■    | ■    | ■    |      |      |
| 技術試験    |      |      |      |      |      |      | ■    | ■    | ■    |      |      |
| 実用試験    |      |      |      |      |      |      |      |      | ■    | ■    |      |
| 装備審議会  |      |      |      |      |      |      |      |      |      |      | ■    |

技術的課題
- 誘導総合性能
- 母機適合性
- LOVA型性能向上型弾頭性能
- 信頼性及び貯蔵性
- 赤外線画像誘導技術
- システム仕様

| 区分     | 採用する方式           | 代替え方式     | 採用理由                                |
| -------- | ---------------------- | -------------- | --------------------------------------- |
| 誘導方式 | 赤外線画像誘導方式     | 赤外線誘導方式 | 目標識別能力の付与 命中点指定能力の付与 |
| 推進方式 | ターボジェットエンジン | 固体ロケット   | 長射程化                                |
| 翼材料   | 電波吸収構造材         | 金属材         | 残存性の向上                            |

## 主要構造(制式要綱に基づく)
| 誘導部       | 誘導装置                 | 赤外線画像誘導方式でIRCCM(赤外線妨害排除)機能及び目標識別機能を有する                                  |
| 誘導部       | 慣性装置                 | ストラップダウンディジタル方式でセンサー部とコンピュータ部により構成される                             |
| 誘導部       | 電波高度計               | 送受信機・アンテナで構成され、高度測定及び警報信号発生機能を有する                                     |
| 誘導部       | オートパイロット電子装置 | 慣性装置からの信号を受け演算補償を行い操舵信号をサーボ装置に提供し、信管安全解除及び信管自爆制御を行う |
| 誘導部       | 電池                     | 熱電池式でミサイル内部機器への電源提供を行う                                                           |
| 誘導部       | 誘導部胴体               | フレーム，外板，搭載品取付け台等の構造部分と搭載品間の配線から構成される                               |
| 弾頭部       | 信管                     | 着発延期型で、S&A(セーフティアンドアーミング)機構と自爆機能を有する                                    |
| 弾頭部       | 弾頭                     | PBX系炸薬を使用した徹甲りゅう弾で焼夷材を含む                                                          |
| 推進装置部   | ジェットエンジン         | 誘導弾を加速した後，速度を維持して巡航飛しょうさせる                                                   |
| 推進装置部   | 推進装置胴体             | 空気取り入れ口カバーを分離し、エンジンの抽気圧を利用した燃料供給を実施する                             |
| 制御部       | サーボ装置               | 電気サーボで4軸の操舵翼を駆動する                                                                      |
| 制御部       | 制御部胴体               | 4個のサーボ装置及び配線を搭載する                                                                      |
| 主翼         | 主翼                     | 軸対称直交十字形に配列され、金属翼とステルス翼がある                                                   |
| 操舵翼       |                          | 軸対称直交十字形に配列され、金属翼とステルス翼がある                                                   |
| 上方配線     | 上方配線                 | 各部を結ぶ配線で、誘導弾胴体上部に装着されている                                                       |
| 上方トンネル | 上方トンネル             | 上方配線を保護する                                                                                     |
| その他要素品 | クールボトル             | 誘導装置へ冷却ガス(アルゴンガス)を供給する                                                             |

## 評価
本誘導弾は長いスタンドオフレンジと赤外線画像誘導による誘導精度の高さ、またパッシブセンサによる被探知性の低さによる高い残存性などから、運用側である航空自衛隊からは高い評価を得ており、後に専用標的として水上自走標的(JSQ-20)が技術研究本部(当時)で開発されたほど重要視された。また、同様に対艦攻撃を主任務とする海上自衛隊からも高く評価されており、広域エリア防空艦などに守られた相手艦隊への対艦攻撃にはF-2とASM-2の投入を渇望し、統合作戦の訓練時にはF-2とのTime on Targetに拘っていたという。
なお、後継装備であるXASM-3が開発途上で当初計画されていた赤外線画像シーカーの搭載を止めたのも、同様のシーカーを持つASM-2の調達理由が無くなることとなり、ASM-2の調達が継続出来なくなることを懸念したからとの話がある(当初はアクティブ/パッシブ・レーダー誘導のXASM-3はアクティブ・レーダー誘導のASM-1の後継装備として赤外線画像誘導のASM-2と併用配備するとされたが、後にXASM-3はASM-1/2双方の後継装備とされた)。
このように高性能を誇ったASM-2も制式化されてからほぼ30年が過ぎており、その間に対象国の広域エリア防空システムも大幅な進歩を遂げていることから、前述のように後継装備として超音速対艦誘導弾であるXASM-3が開発されたが、その後もスタンドオフレンジの延伸とステルス性による生残性の向上、またAIなどを搭載して相手の防空システムを積極的に回避する等の機能を備えた新世代の対艦誘導弾の早期開発・配備が望まれている。

## 改良及び派生型

### 93式空対艦誘導弾(B)（ASM-2B）
平成13年度(2001年度)に航空自衛隊第4補給処より、既存技術の適用を図ることによりASM-2の運用の柔軟性向上と取得経費低減を目的として「ASM-2の技術改善」(仕様書番号:4補LPS-X02556)が調達要求され、三菱重工業と契約が締結された。契約内容は主にASM-2の誘導部と部隊用点検器材の改修であり、誘導部の改修対象は以下の通りである。
| 項 | 品名                     | 数量 | 備考     |
| -- | ------------------------ | ---- | -------- |
| １ | 誘導装置                 | 1    | 改修     |
| ２ | 慣性装置                 | 1    | 新造     |
| 3  | GPS受信機                | 1    | 新造     |
| 4  | 高度計                   | 1    | 改修無し |
| 5  | オートパイロット電子装置 | 1    | 新造     |
| 6  | 電池                     | 1    | 改修無し |
| 7  | 誘導部胴体               | 1    | 改修     |

誘導部の改修内容は以下である。
1. 慣性装置の機能を慣性装置及びオートパイロット電子装置に再配分。
2. 慣性装置のセンサ方式を機械式ジャイロから光学式ジャイロへ変更。
3. 民生用GPS受信器を追加。
4. オートパイロット電子装置の演算補償計測機能に関し、アナログ方式からデジタル方式へ変更。

将来発展性として、オートパイロット電子装置の能力の向上が可能であることが規定されている。さらに上記の機器を搭載するため、CFT器材の搭載ポッドも改修の対象となっている。

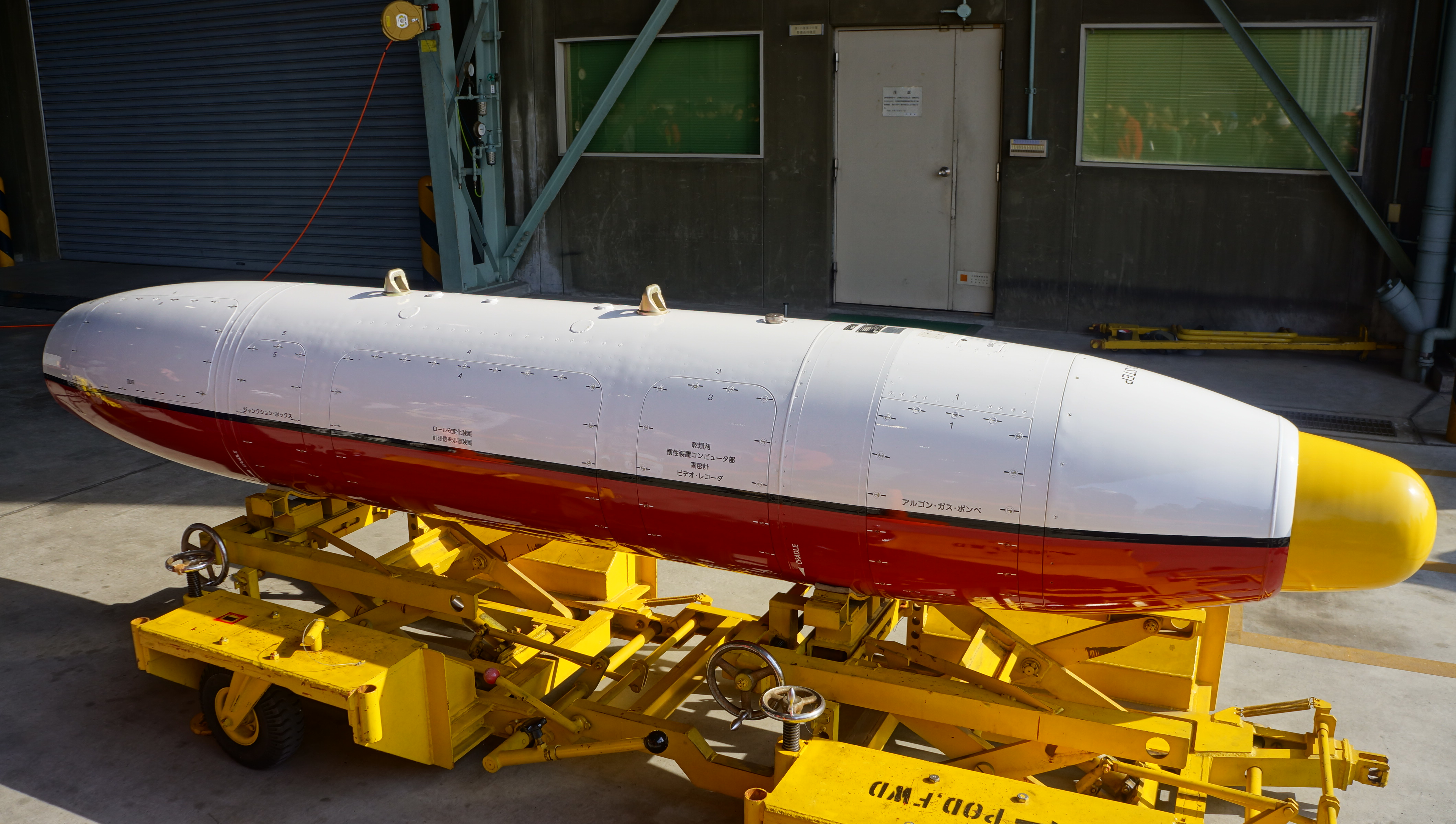
ASM-2BのCFTポッド

上記の納入機器を用いたに各種試験に基づき、航空幕僚監部技術部長より装備部長に対して空幕技1第12号(平成15.1.31)「93式空対艦誘導弾(B)の技術要求事項について(通知)」が通知され、これにより従来の93式空対艦誘導弾の仕様書(CP-Y-0067)が改定された。これが93式空対艦誘導弾(B)である。従来の93式空対艦誘導弾と93式空対艦誘導弾(B)の違いを以下に示す。
| 誘導部構成品             | 93式空対艦誘導弾 | 93式空対艦誘導弾(B) |
| ------------------------ | ---------------- | ------------------- |
| 慣性装置                 | 機械式ジャイロ   | 光学式ジャイロ      |
| GPS受信機                | 無し             | 有り                |
| オートパイロット電子装置 | アナログ方式     | デジタル方式        |

93式空対空誘導弾(B)ではGPS受信器の新規装備により慣性装置へGPS併用航法機能を獲得したことによって、自己位置情報のアップデートが可能となり、航法精度を大幅に向上させた。また、機械式ジャイロから光学式ジャイロへ変更したことにより、ジャイロの低価格化とメンテナンス性を向上させている。さらに、オートパイロット電子装置をデジタル式へ変更したことにより、ソフトウェア更新によるアップデートが容易となった。このソフトウェアの更新が後に改善弾となる。なお、GPS誘導装置は官給品であり、民生品ではなく軍用GPS装置(米国からFMS調達品)となっている。

### 93式空対艦誘導弾(B)（ASM-2B）改善弾
平成20年度(2008年度)に「ASM-2Bの技術改善に関する技術要求事項について（空幕技第300号20.9.18)」が航空幕僚監部技術部内で通知され、これを基に航空幕僚監部技術部長より装備部長に対して「93式空対艦誘導弾(B)に対する技術要求事項（空幕技第141号23.6.28)」が通知され、93式空対艦誘導弾の仕様書(CP-Y-0067)が改定されてCP-Y-0067Lとなった。これが93式空対艦誘導弾(B)改善弾である。
改修の対象は慣性装置とオートパイロット電子装置のソフトウェアの更新であり、IRCCM(赤外線妨害排除機能)の向上も図られている。なお。納入品にはソフトウェアが入った外部記憶媒体とTCTO(期限付き技術指図書)案が含まれているため、既存のASM-2Bは部隊側でTCTOに基づいて改善弾への改修作業(ソフトウェア更新)が実施されたと思われる。
この改善によって、部隊用点検器材(改善型より耐久型ラップトップPCと思われる機器、誘導部支持架台等が新たに追加されている)により、多方向から目標を攻撃できる飛翔パターンを設定するための初期値(目標の位置情報等)を入力できるようになり、さらに飛しょう、誘導、起爆の3項目のミッションプロファイルについて新たな機能が追加されている。なお、改善弾の実射試験時には複雑な飛しょう経路を上空から確認し易くするためか、誘導弾の尾部にスモーク発生装置が装備されているのが目撃されている。

### 巡航ミサイル型標的
ASM-2のシーカーと弾頭の代わりにMDI(Miss Distance Indicator 射撃評価装置)を搭載したもの。XAAM-4及びAAM-4(B)の低空目標・小型目標対処能力を確認するための実射試験に超低高度用標的として使用された。外観の特徴は他の標的と同様に赤色系の蛍光色が塗装されており、MDI用の送受信アンテナとデータ送信用のテレメーターアンテナが新たに追加されている。また、スモーク発生装置を備えていた模様。ただ標的としては高価なためか、最近は川崎重工製の空対空用小型標的機（巡航ミサイル模擬）が専ら調達されている。

## 登場作品

### アニメ
『終末トレインどこへいく?』
F-2Aに搭載されたものが、稲荷山公園駅付近の航空自衛隊基地を襲撃した玲実に対して使用される。しかし、稲荷山周辺は異変によって街、基地、人々が異常に小さくなっており、街の外から来た玲実にはミサイルが小さすぎて効かなかった。
『絶園のテンペスト』
日本国防空軍のF-2Aに搭載されたものが、絶園の樹に対して使用される。
『ゼロの使い魔F』
最終話にて、主人公が異世界へ戻るために自衛隊基地から盗み出したF-2Aに搭載されたものが、エンシェントドラゴンに対して使用され、大ダメージを与える。

### 漫画
『空母いぶき』
航空自衛隊の架空ステルス戦闘機F-35JBに搭載され、中国海軍艦に対して使用される。

### 小説
『MM9』
第2巻に登場。F-4EJ改に搭載されたものが怪獣6号「ゼロケルビン」に対して使用される。
『交戦規則ROE』
第301飛行隊所属のF-4EJ改に搭載されたものが、北朝鮮へ圧力を掛けるために行われる平壌空爆作戦の中で、平壌市内にある無人で未完成の柳京ホテルに対して使用される。
『天空の富嶽』
航空自衛隊のF-2が中国海軍空母「天安」（旧「ヴァリャーグ」）艦隊の攻撃に使用。30機のF-2から発射された93式の半数以上は撃破されるも、「天安」の艦橋と飛行甲板と艦尾に命中し制御不能にさせる。
『日本国召喚』
第2巻から登場。F-2に搭載されたものがパーパルディア皇国海軍の竜母や戦列艦に対して使用される。

### ゲーム
『エースコンバットシリーズ』
「04」以降の作品で実装されている「特殊兵装」の一つ「LASM（長距離空対艦ミサイル）」のCGモデルとして、AGM-84、エグゾセ、80式空対艦誘導弾、Kh-31などと共に使用されている。